# Tränendes Herz
Das Tränende Herz (Lamprocapnos spectabilis), auch Zweifarbige Herzblume, Herzerlstock, Flammendes Herz oder Marienherz sowie Schöner Doppelsporn genannt, ist die einzige Art der Pflanzengattung Lamprocapnos innerhalb der Familie der Mohngewächse (Papaveraceae). Als Zierpflanze ist sie beliebt. Sie ist Giftpflanze des Jahres 2017.

## Beschreibung

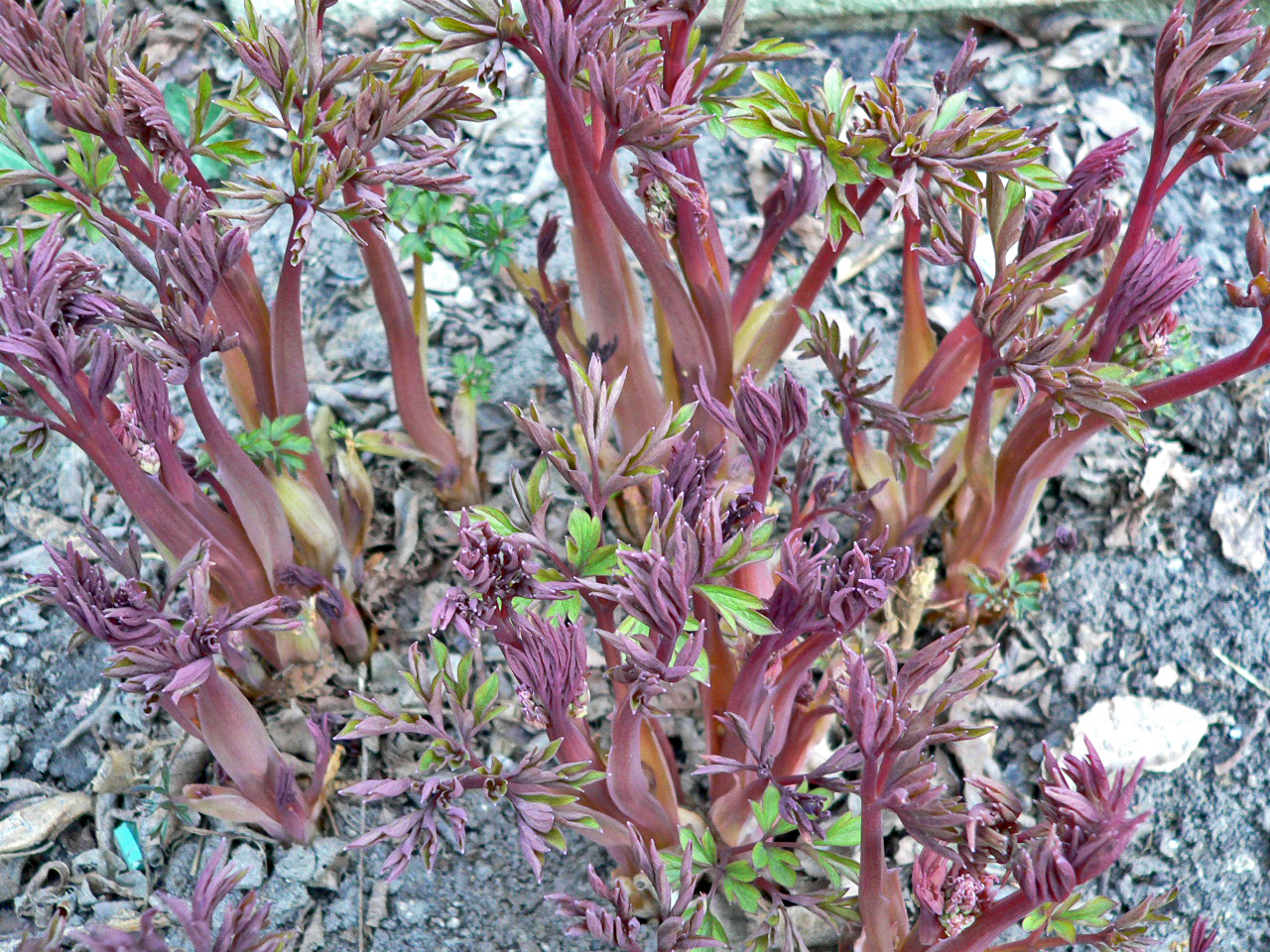
Frisch austreibender Bestand im Frühjahr

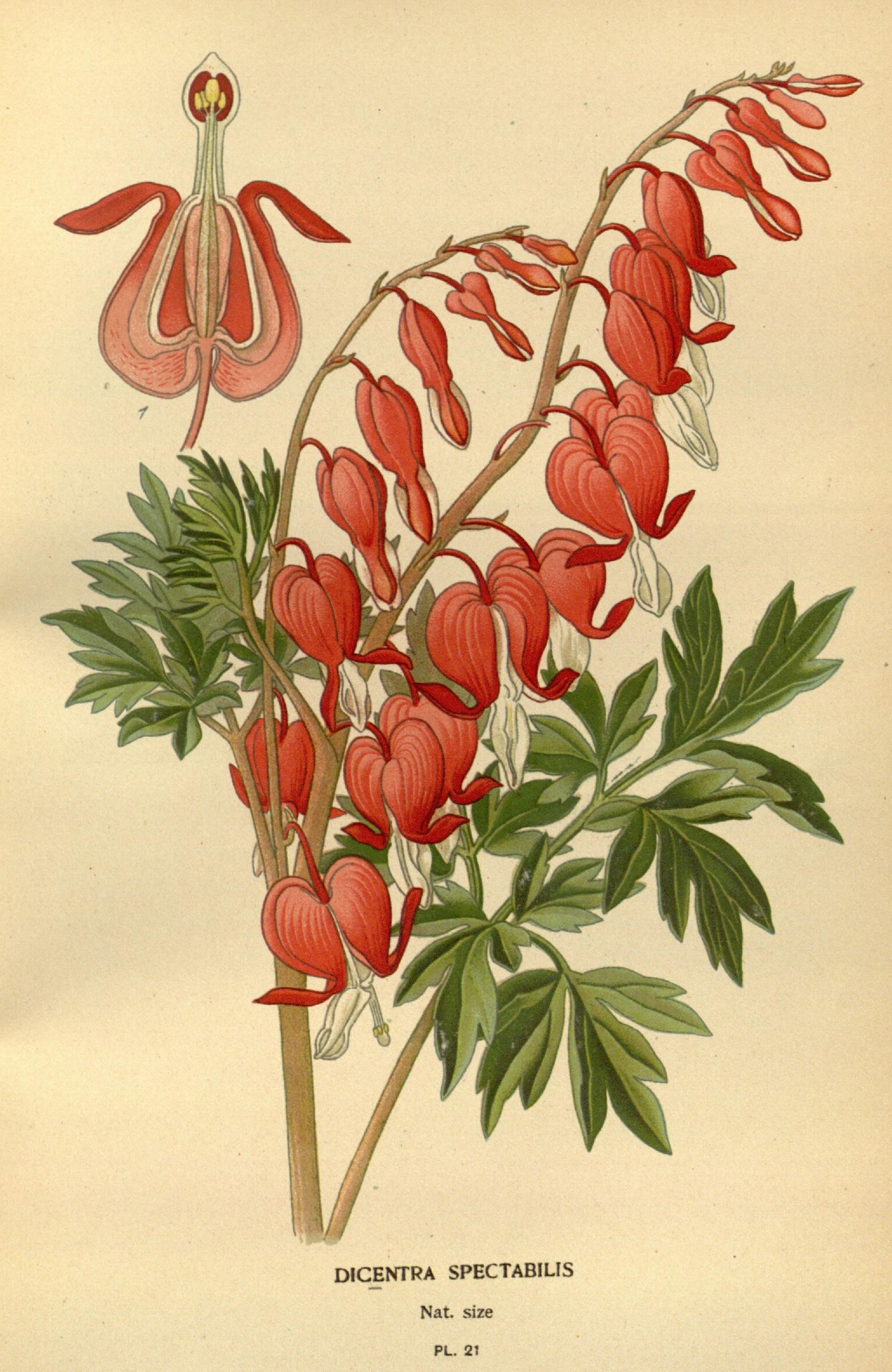
Illustration aus Favourite flowers of garden and greenhouse, Tafel 21

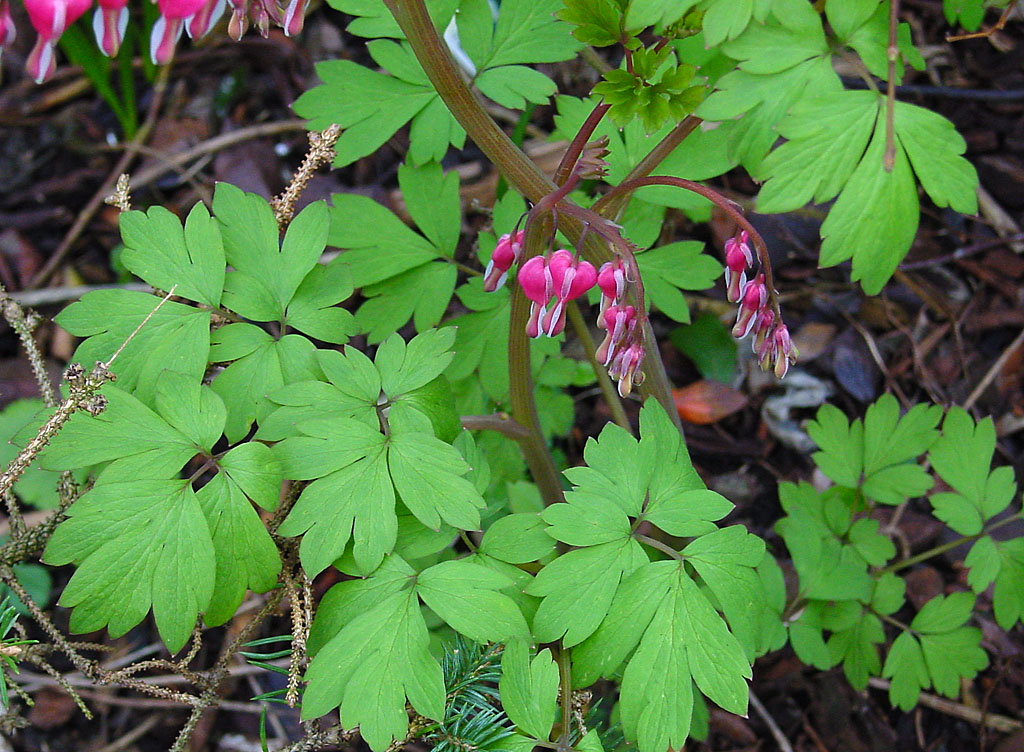
Stängel und Laubblätter

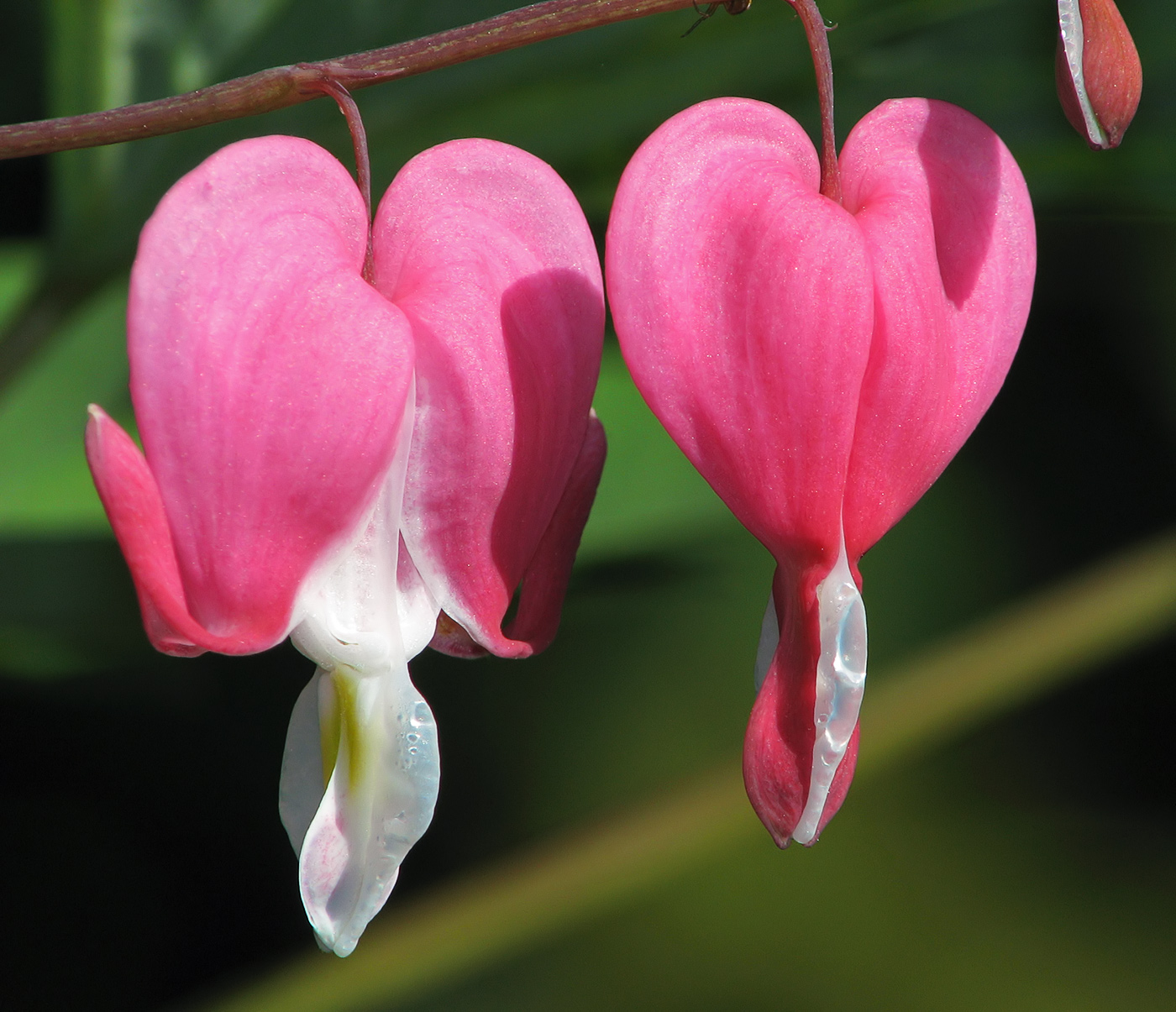
Makro der Blüten

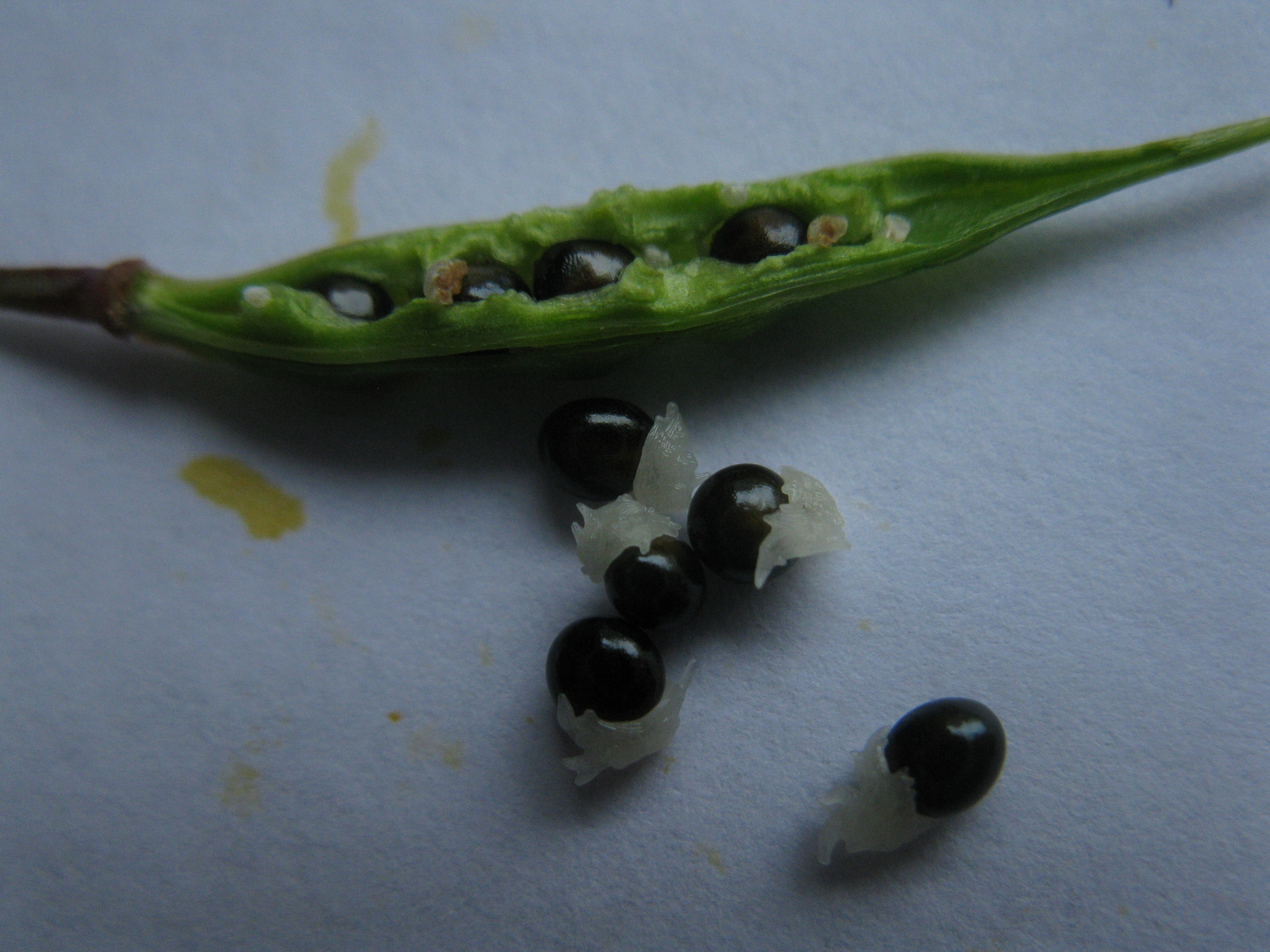
Frucht und Samen

### Vegetative Merkmale
Das Tränende Herz ist eine sommergrüne, ausdauernde, krautige Pflanze, die Wuchshöhen von 50 bis 90 Zentimetern erreicht. Es bildet eine Pleiokorm-Rübe aus.
Die wechselständig angeordneten Laubblätter sind Blattstiel und -spreite gegliedert. Die Blattspreite ist 20 bis 40 Zentimeter lang sowie 14 bis 20 Zentimeter breit und einfach bis doppelt dreizählig. Die unterseits glauken Blättchen sind gelappt bis fiederschnittig mit meist spitzen Lappen.
Alle Pflanzenteile sind giftig, besonders die Wurzeln.

### Generative Merkmale
Je meist 8 bis 11 (3 bis 15) hängende, gestielte Blüten sind in einem einseitswendigen und fast horizontalen, end- oder achselständigen, traubenähnlichen, zymösen Blütenstand angeordnet, der 18 bis 25 Zentimeter lang ist.
Die zwittrige Blüte ist zygomorph mit doppelter Blütenhülle. Die Blüte ist bei einer Länge von 20 bis 27 Millimetern sowie einer Breite von 18 bis 22 Millimetern am Grund herzförmig. Die zwei Kelchblätter sind klein und früh abfallend. Die äußeren zwei, gespornten und kapuzenförmigen Kronblätter sind meist rosa, seltener weiß gefärbt und ihre schmalen Spitzen sind abstehend bis zurückgebogen. Die zwei schmalen, inneren, oben löffel-, spatelförmigen, mittig gefalteten, mit einem „Gelenk“, und aufrecht zusammenstehenden Petalen sind weiß sowie teils rötlich bis gelb gefleckt. Von den sechs Staubblättern sind jeweils drei zu zwei mittig geknieten Bündeln verwachsen. Wobei sie nur mittig verwachsen sind und oben und unten frei sind, das mittlere Staubblatt eines Bündels besitzt Staubbeutel mit zwei Theken, die äußeren zwei nur je eine (halbe Staubblätter). Zwei Fruchtblätter sind zu einem oberständigen Fruchtknoten verwachsen, er ist spindelförmig und grün. Der haltbare Griffel endet in einer länglichen und am unteren sowie oberen Ende etwas zweilappigen Narbe.
Die grüne, bei einer Länge von 25 bis 35 Millimetern längliche Kapselfrucht ist geschnäbelt, es handelt sich um den haltbaren, langen, geraden Griffel, und enthält mehrere (zwei bis acht) Samen. Die schwarzen, glänzenden und glatten Samen sind bei einem Durchmesser von 2,5 bis meist 3 Millimetern rundlich. Die Samen besitzen ein großes, weißliches, gelapptes Elaiosom.
Die Chromosomenzahl beträgt 2n = 16.

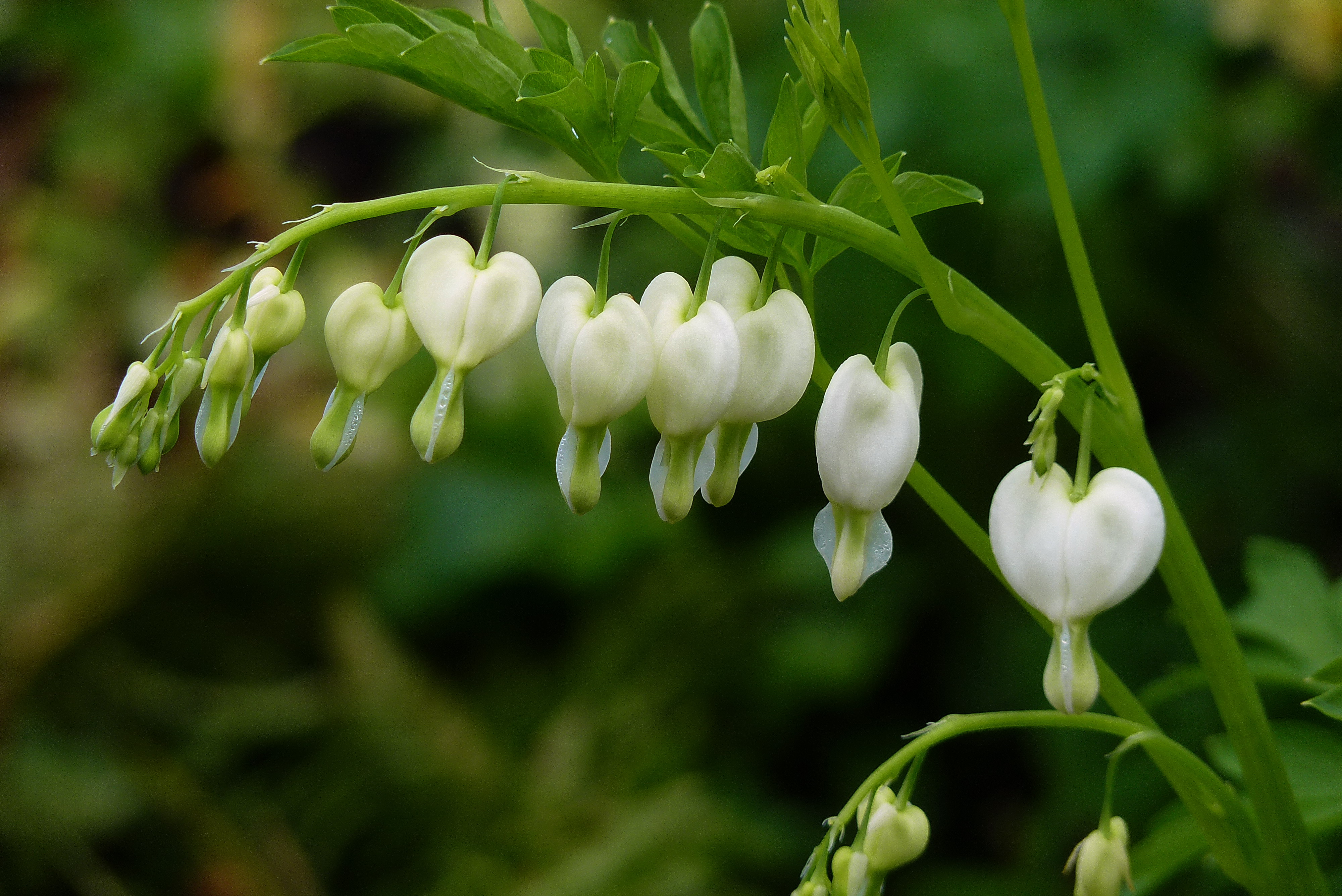
Weißes Tränendes Herz

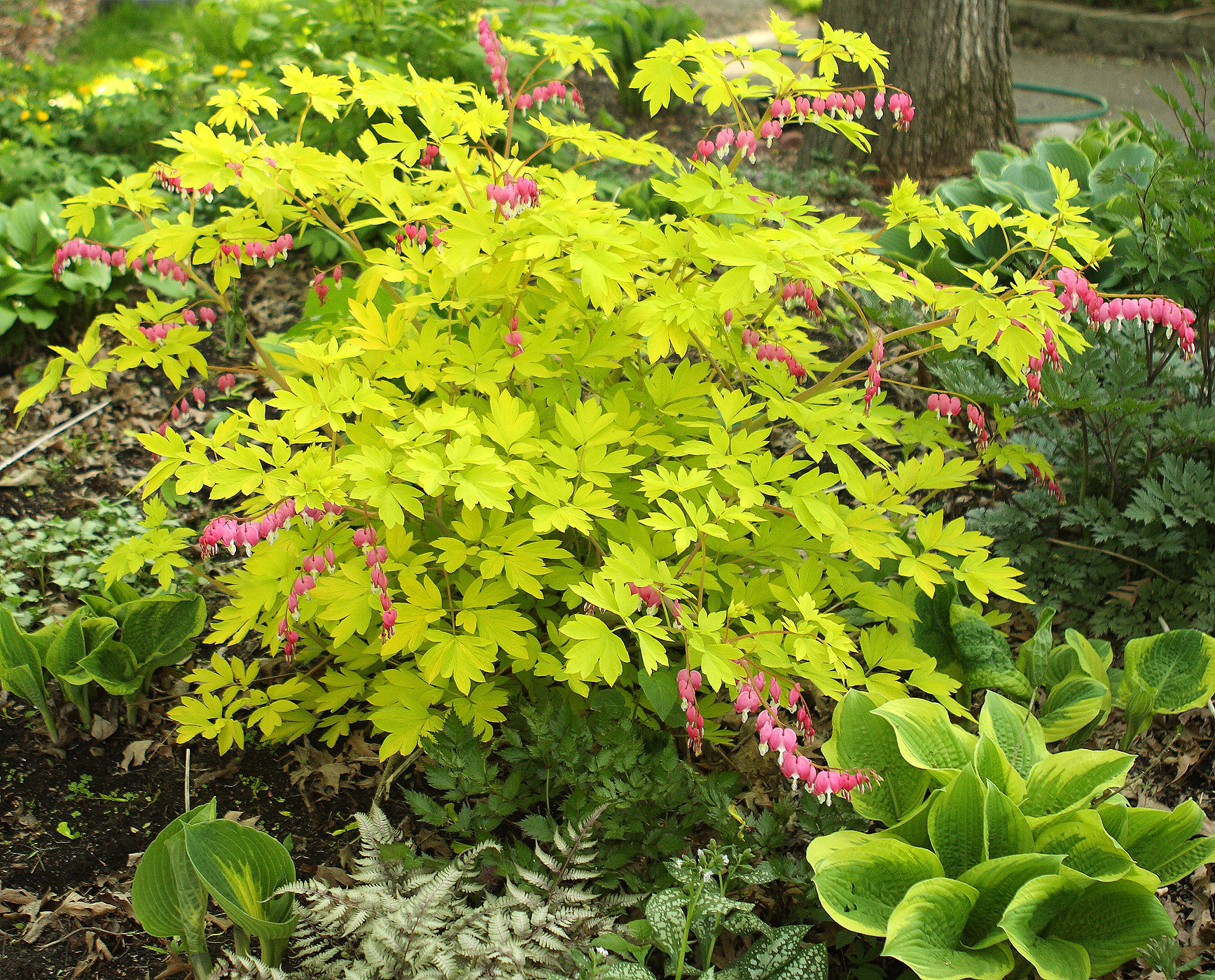
Sorte ‘Gold Heart’

## Ökologie und Phänologie
Die Blütezeit reicht von Mai bis Juni, selten beginnt sie bereits im April. In China liegt die Blütezeit und die Bildung der Früchte in der Zeit von April bis Juni.
Die Blüten sind chasmo- und auch kleistogam, weil sich die inneren Kronblätter, welche die Staub- und Fruchtblätter umschließen, nicht öffnen. Auch besitzen die Blüten Nektarien unten an den mittleren Staubfäden der Staubblattbündel, obwohl es auch andere Deutungen gibt. Es können nur langrüsselige Bienen oder Hummeln bestäuben, kurzrüsselige betätigen sich nur als Nektarräuber.

## Vorkommen
Lamprocapnos spectabilis kommt im nördlichen Korea, in Russlands Fernem Osten und in den nordöstlichen chinesischen Provinzen Heilongjiang, Jilin sowie Liaoning vor. In China gedeiht es auf feuchten Wiesen, an Hängen und in lichten, sommergrünen Wäldern in Höhenlagen von 800 bis 2800 Metern.
Obwohl das Tränende Herz eine sehr häufige Zierpflanze ist, verwildert es nur selten. Es gibt nur wenige stabile neophytische Vorkommen.

## Systematik und botanische Geschichte
Die Erstveröffentlichung erfolgte 1753 unter dem Namen (Basionym) Fumaria spectabilis durch Carl von Linné in Species Plantarum, Tomus II, S. 699. Die Neukombination zu Dicentra spectabilis (L.) Lem. wurde 1847 durch Charles Lemaire in Flora des Serres, I 3, Tafel 258 veröffentlicht.
Diese Art blieb lange Zeit als Dicentra spectabilis Teil der Gattung Dicentra, mit deren Arten sie vor allem die Blütenform gemeinsam hat. Die abweichende Anatomie der Samenschale legte jedoch nahe, diese Art aus der Gattung Dicentra auszugliedern.
Eine molekulargenetische Untersuchung durch Lidén et al. 1997 bewies die Eigenständigkeit. In Plant Systematics and Evolution, Volume 206, wurde die Gattung Lamprocarpos Endl. reaktiviert und die Neukombination Lamprocapnos spectabilis (L.) Fukuhara durch Tatsundo Fukuhara in Plant Systematics and Evolution, Volume 206, 1997, S. 415 veröffentlicht. Seither ist Lamprocapnos spectabilis die einzige Art der monotypischen Gattung Lamprocapnos.
Im Handel ist die Art jedoch noch immer hauptsächlich unter ihrem alten Namen Dicentra spectabilis erhältlich.
Weitere Synonyme für Lamprocapnos spectabilis (L.) Fukuhara sind: Capnorchis spectabilis (L.) Borkh., Diclytra spectabilis (L.) DC., Dielytra spectabilis (L.) G.Don, Eucapnos spectabilis (L.) Siebold & Zucc.

## Nutzung
Das Tränende Herz wird verbreitet als Zierpflanze in Rabatten und Bauerngärten sowie als Schnittblume genutzt. Es gibt einige Sorten beispielsweise die weiße Blüten aufweisende Sorte Lamprocapnos spectabilis ‘Alba’ oder die Sorte ‘Gold Heart’ mit der abweichenden Blattfarbe. Blüten der Gattung der  	Herzblumen (Dicentra) sind ähnlich.

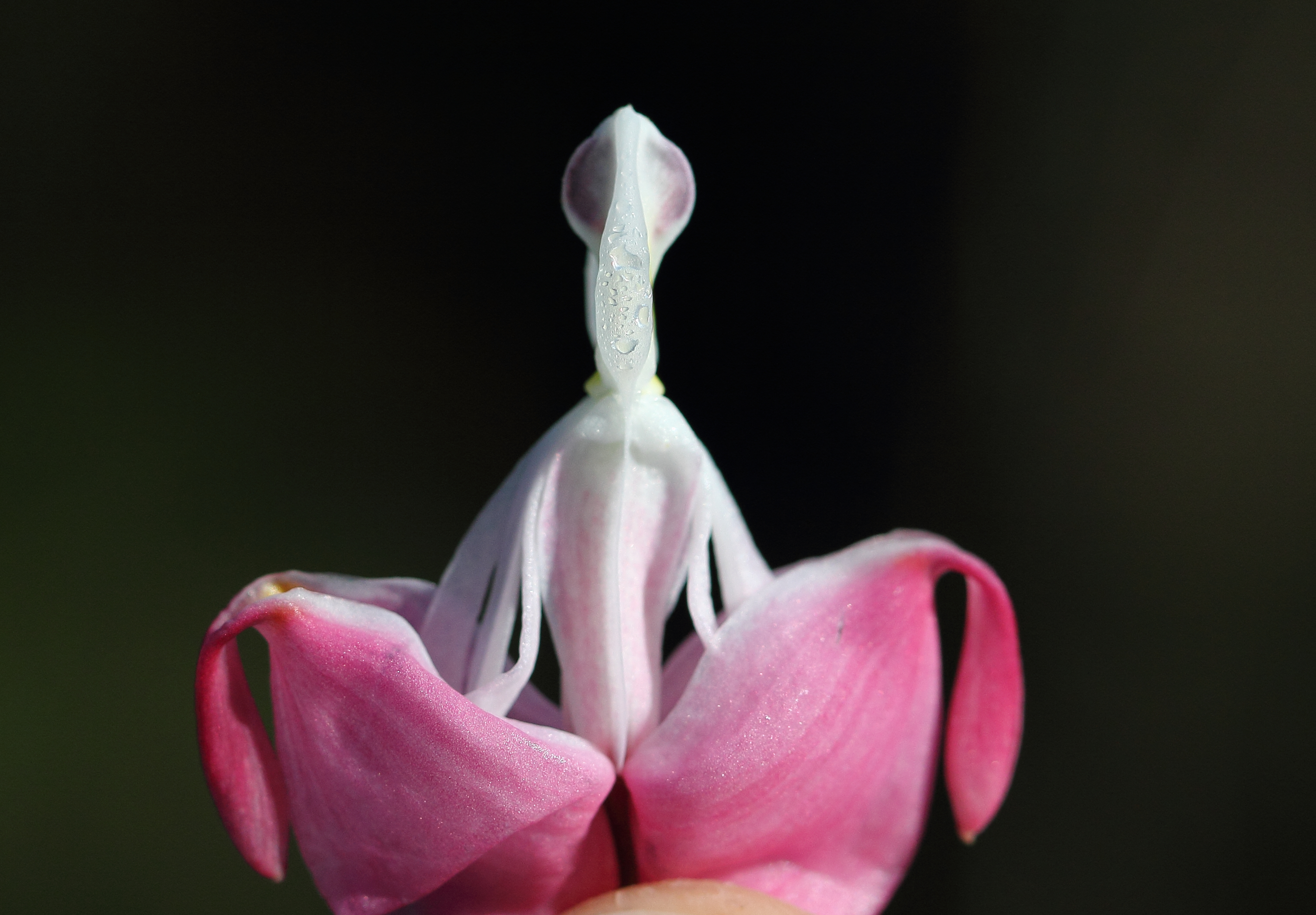
„Männchen in der Badewanne“

## Trivialnamen
Im Volksmund wird das Tränende Herz, ähnlich dem englischen Lady-in-a-bath, auch als „Männchen in der Badewanne“ bezeichnet. Beim Umdrehen und Aufbiegen der Blüte entsteht das entsprechende Bild.